# Dives (Oise)
Dives település Franciaországban, Oise megyében. Lakosainak száma 376 fő (2022. január 1.). Dives Candor, Cuy, Lagny, Lassigny, Plessis-de-Roye és Thiescourt községekkel határos.

## Népesség
A település népességének változása:
| Lakosok száma | 379  | 392  | 404  | 401  | 400  | 395  | 401  | 384  | 376  |
|               | 2013 | 2015 | 2016 | 2017 | 2018 | 2019 | 2020 | 2021 | 2022 |